# Kartlewo (powiat świdwiński)
Kartlewo (niem.: Kartlow, Kreis Belgard-Schivelbein) – wieś w Polsce położona w woj. zachodniopomorskim, w pow. świdwińskim, w gminie Świdwin.